# Vigna Barberini
Pour les articles homonymes, voir Barberini.
La Vigna Barberini est une vaste terrasse artificielle de 110 × 150 m, située à l'angle nord-est du mont Palatin, à Rome, qui fut la propriété de la famille romaine des Barberini du XVIIe siècle au début du XXe siècle.

## Histoire

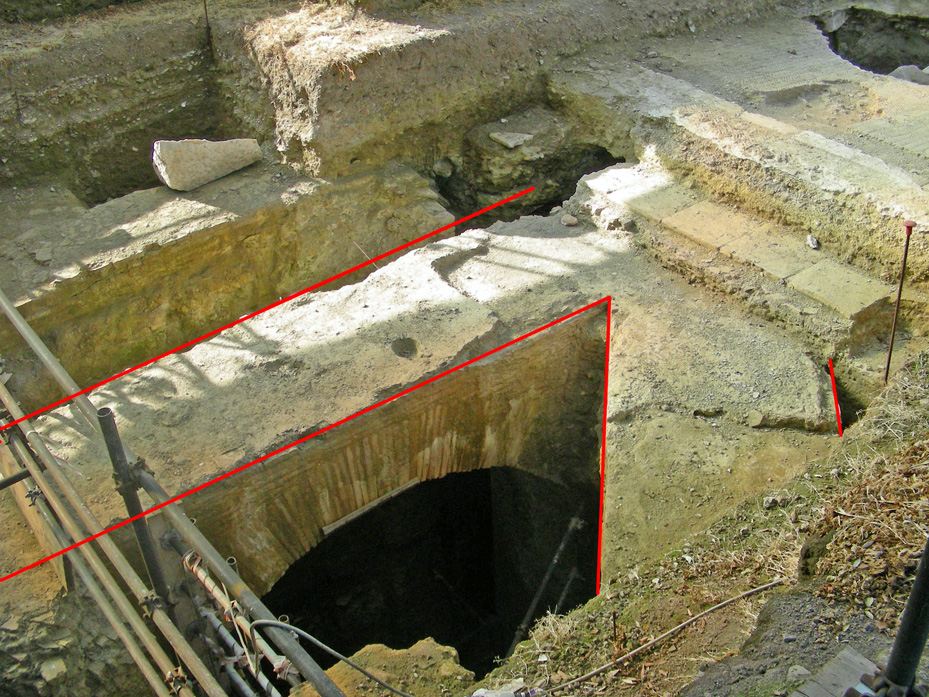
Vestiges néroniens

À l'époque d'Auguste, cette terrasse était le site d'une riche domus.
Les fouilles menées depuis les années 1990 ont révélé des bâtiments de l'époque de Néron qui ont modifié les connaissances de la portion nord-est du Palatin. Françoise Villedieu a mis au jour des vestiges qu'elle identifie comme ceux de la Cenatio rotunda de Néron, citée par Suétone. L'absence de traces d'incendie lui fait considérer que les vestiges sont postérieurs au grand incendie de 64 et donc contemporains de la Domus aurea, dont d'importants vestiges sont conservés au nord du Colisée, sous les thermes de Trajan. Le pavillon du Palatin d'époque néronienne atteindrait 60 m de longueur.
À l'époque flavienne, une terrasse artificielle est aménagée afin de soutenir la partie nord du palais impérial de cette dynastie.
Sous les Sévères, le site est occupé par l'Héliogabalium.

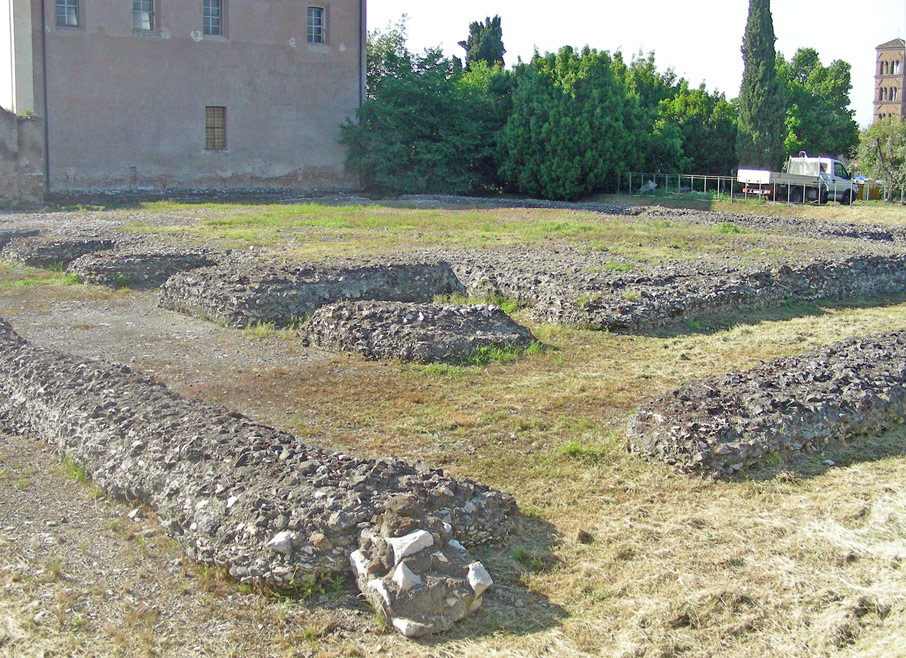
Vestiges du temple d'Élagabal

## Archéologie
Des fouilles ont été effectuées dans les années 1930 et 1950.
La Surintendance a confié les fouilles du secteur à l'École française de Rome à partir de 1985. Jusqu'en 1998, cinq équipes ont œuvré sur le site, sous la direction de Jean-Paul Morel, Philippe Pergola, Yvon Thébert, Henri Broise, Françoise Villedieu, Marie-Brigitte Carré et Pierre Gros.
Les vestiges néroniens ont été découverts par l'équipe de Françoise Villedieu en 2009.